# 桝井光次郎
桝井 光次郎（ますい みつじろう、1880年3月19日 - 1950年12月1日）は、実業家、種苗業者。現在日本で栽培されるイチジク（無花果）の主品種｢桝井ドーフィン｣創始者。広島県佐伯郡宮内村（現・廿日市市）出身。

## 経歴
1887年、宮内村から初めてハワイへの海外移民が始まり、幼少のころから海外雄飛への夢をふくらませた光次郎は尋常小学校卒業後、家業の農業に従事していたが1902年、好きだったバラの苗木の育て方を習うため単身アメリカに渡る。カリフォルニアの農場で6年の間、果樹、花木類の繁殖、育成の最新技術を学ぶ。しかし肺病と誤診され1908年帰国し、桝井農場を設立。渡米の当初の目的だったバラ作りは日本では早過ぎて成功せず。そのかわりカリフォルニアから持ち帰ったイチジク・ドーフィン種の3本のうち、たまたま1本に実がつく。兄に「これは売ってみるといい」と勧められイチジクの苗の生産・販売を始めた。広島には果樹の大産地がないため他県に出て販売、自転車と汽車を使って全国の農会（今の農業協同組合）や農家を営業して回る。当時全国に苗木を売って歩いたのは桝井農場ただ一つであったという。
光次郎が売りこんだイチジクは、それまでに日本にあった在来種の「蓬莱柿」や外来種の「ブラウンターキー」の2倍の大きさ、また収量も蓬莱柿の2倍、ブラウンターキーの3倍も上がり栽培者の注目を集めた。新物食いで、目先のきいた光次郎はバラ作りから一転、この新種と思われるイチジクの苗木生産と販売に力を入れ、アメリカ仕込みの苗木生産の技術を駆使し日々、挿し木を行いこのユニークなイチジクの生産に力を入れる。当初は「ドーフィン」の名で販売していたが秋にも実をつけ、また夏果の果形もドーフィンと異なるなどの理由で、区別するため桝井の名前を付けて「桝井ドーフィン」と呼ばれるようになった。日本で園芸研究が本格的に始まったのは、1902年に静岡県興津町（現・静岡市清水区）に農事試験場園芸部が設置されてからで、光次郎が導入したイチジクについては試験成績はほとんどない中で日本に定着させイチジクの代名詞となるまでに仕立てあげた。
大正時代には秀逸なパンフレットの作成や園芸雑誌などへ積極的な広告掲載で販売が拡大、昭和に入ると「桝井ドーフィン」は全国に浸透した。
桝井農場は光次郎の死後、長男と四男が継ぎ「桝井ドーフィン」の海外販売や、日本で初めてキウイフルーツの国産苗の生産に成功するなどしたが、後継者不足などの理由で2007年、果樹苗の営業を中止している。
「桝井ドーフィン」は2020年現在も日本全国のイチジク栽培の80%を占めるといわれている。